# Fronmühle (Haßloch)
Die Fronmühle ist die älteste mit Wasserkraft betriebene Mühle in Haßloch (Landkreis Bad Dürkheim, Rheinland-Pfalz); sie war bis zum Tod des letzten Müllers 2012 in Betrieb.

## Geschichte
Die Mühle, die ursprünglich Kameral-Frohnde-Mühle hieß und als unregelmäßiger Vierseithof am Speyerbach erbaut wurde, wurde bereits 1255 im Besitzverzeichnis des Klosters Weißenburg als Frondemühle erwähnt. Sie war mit dem Bannrecht (Mühlenrecht – Mühlenzwang) der drei Dörfer Haßloch, Böhl und Iggelheim ausgestattet, deren Einwohner gezwungen waren, dort ihr Getreide mahlen zu lassen. Ab 1330 war sie im Besitz der Kurpfalz. Von 1380 an waren die Grafen von Leiningen zur Hälfte beteiligt. Später ging sie ganz in Leininger Besitz über, die jährlich eine Gült von 45 Malter Korn an die Kurpfalz zahlen mussten. Im pfälzischen Erbfolgekrieg (1688 bis 1697) wurde die Mühle von den Franzosen niedergebrannt und nach einigen Jahren von der Kurpfalz wieder aufgebaut. Nachdem 1868 ein Feuer lediglich das angebaute Sägewerk zerstört hatte, brannte die Fronmühle 1882 erneut komplett aus. Seit 1898 war sie im Besitz der Haßlocher Familie Steinmüller, die darin nach dem Wiederaufbau ein Gasthaus betrieb. Gegenüber der Mühle wurde 1906/08 von Friedrich Steinmüller ein größeres Gasthaus „Zur Fronmühle“ erbaut, das bis heute noch verwendet wird.
Der zweieinhalbgeschossige Mühlenbau ist bezeichnet mit 1883 und dient als Wohnhaus. Eine Backstein-Scheune wurde 1867 errichtet. Die Mühle wurde 1881 und 1925 umgebaut bzw. ergänzt.